# Alfred Jones (cầu thủ bóng đá, sinh năm 1900)
Alfred Jones (1900 - 1959) là một cầu thủ bóng đá thi đấu ở Football League cho Wrexham, where he spent twelve years.
Ông làm anh em họ của Dixie Dean.